# Cheongdam-dong
Cheongdam-dong (tiếng Hàn: 청담동; Hanja: 淸潭洞) là một phường của quận Gangnam ở Seoul, Hàn Quốc. Là một vùng biểu trưng cho lối sống sang trọng của người Hàn Quốc, đặc biệt là các chuyên gia trẻ những người từng du học ở nước ngoài. Nó còn được biết đến như một khu vực mua sắm sang trọng, với con đường mua sắm chính được đặt tên 'Phố thời trang Cheongdam'. Cùng với đường Rodeo của Apgujeong ở Apgujeong-dong và Garosu-gil ở Sinsa-dong, được nối bởi tuyến đường chính Apgujeong-ro, nó được xem là khu thời trang và xu hướng mới.

## Đặc điểm

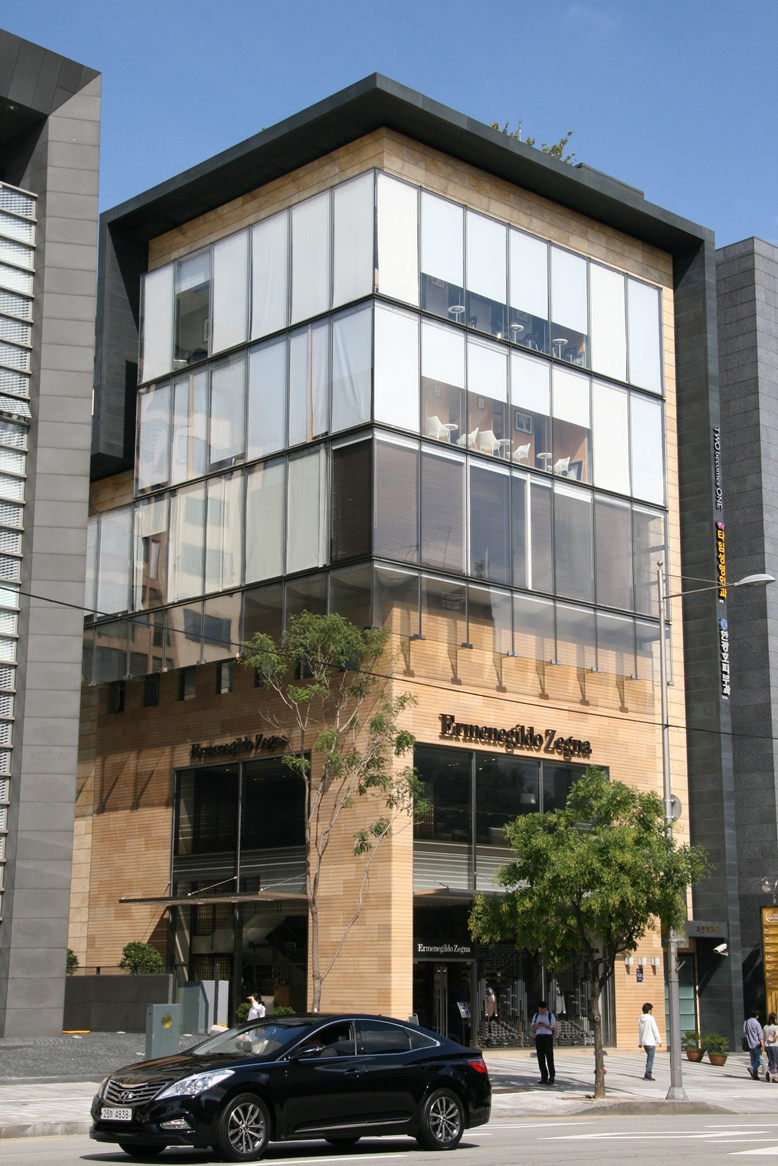
Cửa hàng Ermenegildo Zegna vào năm 2012

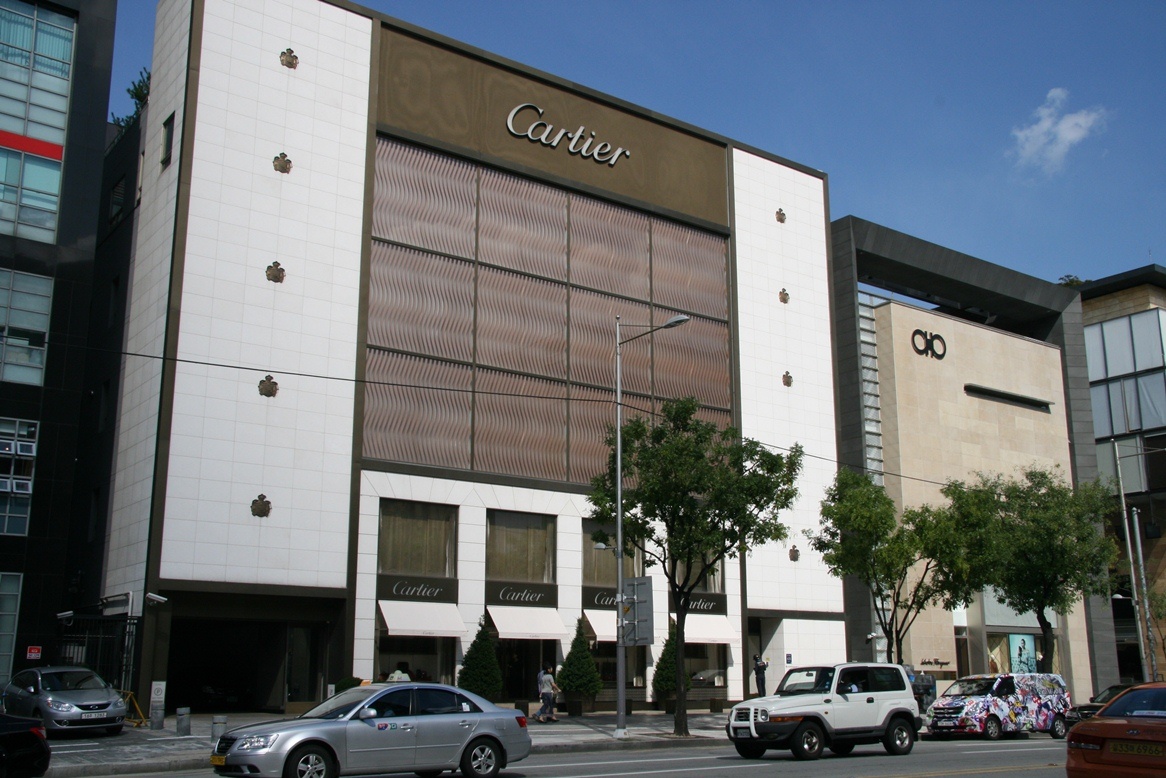
Cửa hàng Cartier Maison và Salvatore Ferragamo vào năm 2012

Vùng này ban đầu có tên là Chungsutgol có nghĩa là thung lũng nước sạch, có nhiều ao hồ sạch từng tồn tại trong suốt Nhà Triều Tiên. Mãi đến nhà Triều Tiên và thuộc địa Nhật Bản vào đầu thế kỉ 20, nó là một phần của tỉnh Gyeonggi và là ngoại thành của Seoul, thủ đô của Hàn Quốc. Vào ngày 1 tháng 1 năm 1963, Cheongdam-dong được sáp nhập vào Seoul. Vào ngày 1 tháng 10 năm 1973, nó trở thành một trong 26 dong (phường) của quận Gangnam hoặc Gangnam-gu. Gangnam-gu là một trong 25 gu (gu là một quận chính quyền địa phương tại Hàn Quốc) ở Seoul. Từ năm 1988, Cheongdam-dong được chia thành 2 khu nhỏ: Cheongdam 1 dong and Cheongdam 2 dong. 

Quận Seoul

Cheongdam-dong đã từng kém phát triển từ 10 năm trước, trong thời gian đó, phòng triển lãm được dời đến khu vực này. Nó thành lập phòng triển lãm đường phố, gần Galleria Department Store ở Apgujeong-dong hướng đi công viên Cheongdam. Ngoài các phòng triển lãm và cửa hàng sang trọng vùng còn có nhà hàng cao cấp, bar, club, và phề và cửa hàng làm đẹp; và còn được biết đến với khu dân cư cao cấp, đặc biệt hành cho ngôi sao Hàn Quốc như diễn viên và ca sĩ.
Đoạn đường dài 760 mét của Apgujeong-ro, từ Ga Apgujeongrodeo tại Cửa hàng Galleria đến đoạn băng qua Cheongdam, nó được gọi là 'Phố thời trang Cheongdam' hoặc 'Phố hàng cao cấp Cheongdamdong'. Nó gồm chuỗi cửa hàng cao cấp, như Ermenegildo Zegna, Salvatore Ferragamo, Louis Vuitton, Prada, Burberry, cũng như các cửa hàng 3.1 Phillip Lim, Martin Margiela và Tory Burch và nhà thiết kế Hàn Quốc Son Jung-wan.

## Điểm thu hút

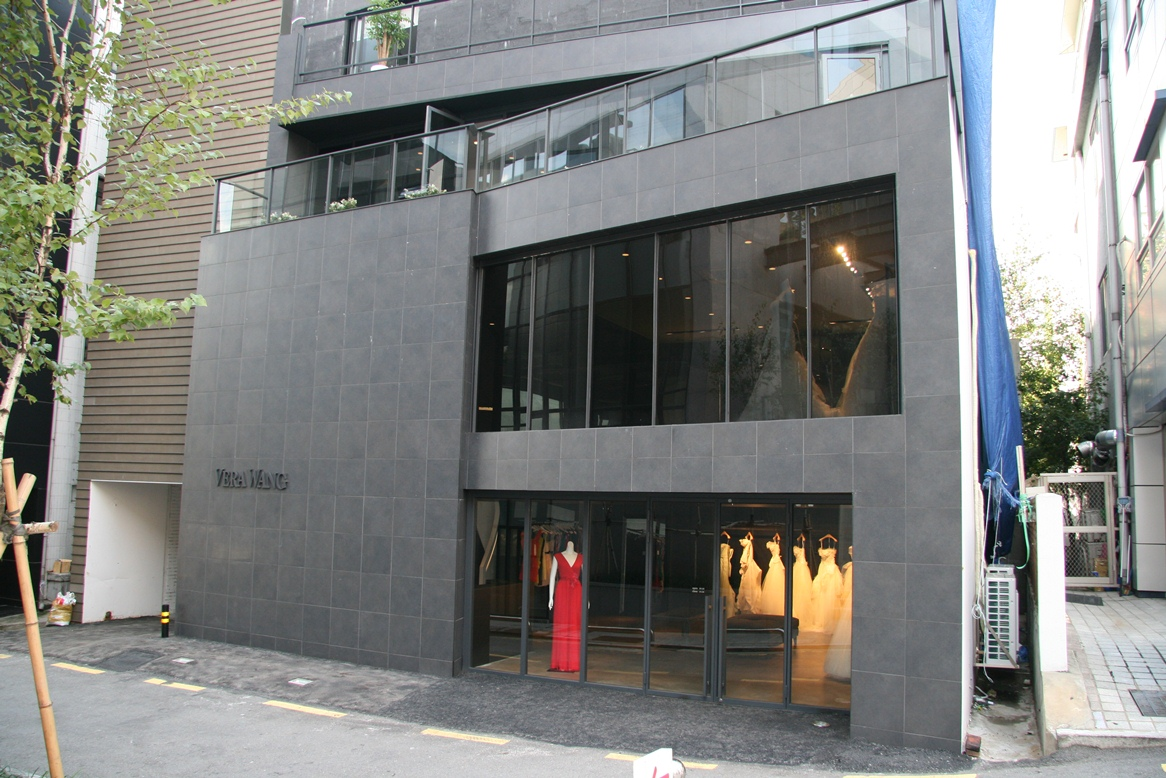
Tiệm áo cưới Vera Wang Hàn Quốc vào 2012

Khu vực này là địa điểm cho các trụ sở chính của các công ty quản lý K-pop như SM Entertainment, JYP Entertainment, Cube Entertainment, và J. Tune Entertainment,. Từ tháng 1 năm 2012, khu vực này còn có FNC Entertainment. MCM Haus cửa hàng hàng đầu cũng nằm trong khu vực này. Một nửa bức tường với nhiều màu sắc được thiết kế bởi nghệ sĩ người Anh Richard Woods, trong khi nửa còn lại được trang trí bởi các tấm bảng số. Nó còn có nhà hàng Ý nằm ở tầng hầm, nội thất được thiết kế bởi Woods.
Khu phức hợp mua sắm và ẩm thực 10 Corso Como, được mở cửa vào năm 2008, đối diện Cửa hàng Galleria. Vào tháng 9 năm 2008, hiệu kim hoàn Pháp Cartier mở cửa cửa hàng lớn nhất ở Hàn Quốc, được đặt tên là Cartier Maison, nằm ở Apgujeong-ro, với mặt tiền được lấy cảm hứng từ vải gói Bojagi Hàn Quốc. Giám đốc điều hành Philippe Galtie, ông nói rằng nó là cửa hàng lớn nhất ở Hàn Quốc và là cửa hàng lớn thứ 7 trên thế giới vào thời điểm đó.
Vào tháng 6 năm 2012, nhà thiết kế váy cưới cao cấp Vera Wang mở cửa cửa hàng thứ 3 trên thế giới và là cửa hàng đầu tiên ở châu Á 'Vera Wang Bridal Korea', quản lý bởi chủ tịch Jung Mi-ri, ở Cheongdam-dong.

## Truyền thông
- 5 tháng 3 năm 2012: Shinhwa mở họp báo trở lại sau 4 năm, sau khi hoàn tất nghĩa vụ quân sự, được tổ chức tại CGV Cheongdam-dong, nó còn được phát trực tiếp bởi Mnet Media trên 200 quốc gia.[15][16][17]
- Vào tháng 12 năm 2012, khu vực được chọn làm bối cảnh cho bộ phim truyền hình cuối tuần của SBS, Cheongdam-dong Alice. Với các diễn viên chính Moon Geun-young, Park Si-hoo, So Yi-hyun và Kim Ji-seok, và dựa trên tiểu thuyết, Cheongdamdong Audrey.[18]
- Vào tháng 5 năm 2013, cửa hàng 10 Corso Como được sử dụng làm một địa điểm quay MV của Psy vào năm 2013 với đĩa đơn "Gentleman".[19]

### Hình ảnh "Thành phố sang trọng"
Trong phạm vi phương tiện truyền thông, Cheongdam-dong thường được mô tả như một thị trấn sang trong. Như bộ phim truyền hình Hàn Quốc "Cheongdam-dong Alice", "Cheongdam-dong Scandal", và "I Live in Cheongdam-dong" tất cả đều lấy Cheongdam-dong làm bối cảnh với đầy đủ các cửa hàng hiệu sang trọng, người giàu có, nghệ sĩ.

## Vận chuyển
Chủ yếu có ba loại phương tiện giao thông công cộng đi qua Cheongdam-dong: xe buýt, tàu điện ngầm, và Taxi. Một thẻ trả trước bằng điện từ gọi là T-money có thể sử dụng cho ba loại phương tiện trên, ngoài thẻ tín dụng và tiền mặt. Để biết thêm thông tin về Cheongdam-dong, truy cập trang du lịch chính thức Hàn Quốc Lưu trữ ngày 15 tháng 4 năm 2016 tại Wayback Machine.
- Xe buýt: Xe buýt với 4 màu chạy ở Cheongdam-dong. Tuyến xe buýt đi qua Cheongdam-dong bao gồm: 143, 146, 2415, 3414, 3011, 9407, 9507,...
- Tàu điện ngầm: Hai ga tàu điện ngầm ở Cheongdam-dong là ga Cheongdam và ga Apgujeong Rodeo. Tuyến tàu điện ngầm đi qua khu vực này là Tàu điện ngầm tuyến 7 và tuyến Bundang.
- Taxi: Giống với Uber ở Cheongdam-dong có KakaoTaxi.

## Trường học
- Trường tiểu học Cheongdam
- Trường tiểu học Eonbuk
- Trường trung học Cheongdam
- Trường cao trung Young Dong

## Liên kết
- Cheongdam-dong tại Life in Korea
- Cheongdam-dong Lưu trữ ngày 24 tháng 4 năm 2012 tại Wayback Machine tại văn phòng chính thức Gangnam-gu